# 알리우 파데라
알리우 파데라(영어: Alieu Fadera, 2001년 11월 3일 ~ )는 세리에 A 클럽 사수올로와 감비아 국가대표팀에서 윙어로 뛰고 있는 감비아의 프로 축구 선수이다.

## 구단 경력

### 쥘터 바레험
2021년 8월 3일, 파데라가 쥘터 바레험과 4년 계약을 체결했다고 발표되었다. 그는 운동 신경과 신체적 능력, 그리고 공격에서의 다재다능함으로 찬사를 받았다.
2022-23년 시즌이 끝난 후 파데라와 쥘터 바레험은 강등되었고, 리그 준우승팀인 헹크가 여름 후반에 그를 영입했다.

### 코모
2024년 8월 14일, 파데라는 이탈리아의 코모와 4년 계약을 체결했다.

## 국가대표팀 경력
2021년 3월, 파데라는 앙골라와 콩고 민주 공화국을 상대로 두 번의 아프리카 네이션스컵 예선에 출전하기 위해 감비아 국가대표팀에 지명되었다. FIFA 규정에 따라 포흐로니에는 코로나19 범유행과 이후 격리 요건으로 인해 파데라가 중요한 강등 그룹 경기에서 제외될 것이라는 우려로 인해 국제 경기에 출전하지 않기로 결정했다.
파데라는 2023년 아프리카 네이션스컵에서 감비아를 대표하기 위해 선발되었다. 그는 세네갈과의 첫 경기에서 3-0으로 패배했으며, 후반전에 이부 투레이의 교체 선수로 출전했다.